# Lewis David von Schweinitz
Lewis (ou Ludwig) David von Schweinitz est un homme d’église, un botaniste et un mycologue américain, né le 13 février 1780 à Bethlehem (Pennsylvanie) et mort le 8 février 1834 dans cette même ville.

## Biographie
Il est le fils du baron Hans Christian Alexander von Schweinitz et d’Anna Dorothea Elizabeth de Watteville von Schweinitz. Sa mère est la petite-fille du comte Nikolaus Ludwig von Zinzendorf (1700-1760), fondateur de l’église morave. Entre 7 et 18 ans, il suit les cours de Samuel G. Kramsch à l’école morave de Nazareth (Pennsylvanie) où il commence à s’intéresser à la botanique. Il suit ses parents en Allemagne et entre au Séminaire théologique morave de Niesky (Silésie) en 1798. Il suit les cours du théologie et botaniste Johannes Baptista von Albertini (1769-1831) qui lui fait découvrir la mycologie.
Après son diplôme en 1801, il enseigne et prêche dans différentes écoles moraves en Allemagne. De 1801 à  1807, il enseigne à l’Académie morave de Niesky, de 1807 à 1808, à Gnadenberg et de 1808 à 1812 à Gnadau.
Il revient aux États-Unis d'Amérique en 1812 et se marie avec Louisa Amelia le Doux, d’origine française et dont la famille réside à Stettin (aujourd’hui Szczecin), union dont il aura quatre fils. Il devient administrateur de l’église morave de la Caroline du Nord de 1812 à 1821. De 1821 jusqu’à sa mort, il dirige l’église de Caroline du Nord et est pasteur à Bethlehem.
Il est l’auteur d’environ 1 400 espèces de champignons et enrichit considérablement les collections de l’Academy of Natural Sciences of Philadelphia. Il fait progresser les connaissances des plantes vasculaires et réalise des flores locales. Son herbier était riche de près de 23 000 espèces de plantes vasculaires (dont de nombreux types). Il fait des échanges avec ses nombreux correspondants (plus d’une centaine) et achète l’herbier de William Baldwin (1779-1819).

## Source
Keir B. Sterling, Richard P. Harmond, George A. Cevasco & Lorne F. Hammond (dir.) (1997). Biographical dictionary of American and Canadian naturalists and environmentalists. Greenwood Press (Westport) : xix + 937 p.